# Glenea albofasciata
Glenea albofasciata é uma espécie de besouro da família Cerambycidae. Foi descrito por Charles Joseph Gahan em 1897.